# Вилки Колинс
Вилијам Вилки Колинс (8. јануар 1824 — Лондон, 23. септембар 1889) био је енглески романописац и драмски писац познат посебно по „Жени у белом” (1859), мистерији и раном „роману сензације”, и по Месечевом камену (1868), који је после Кратка прича Едгара Алана Поа, Убиства у улици Морг, предложена је као први модерни енглески детективски роман.
Рођен у породици лондонског сликара Вилијама Колинса и његове супруге Харијет Гедес. Преселио се са породицом у Италију када је имао дванаест година. Живео је тамо и у Француској две године, учећи и италијански и француски. У почетку је радио као трговац чајем. Након што се 1850. појавио његов први роман Антонина, Колинс је упознао Чарлса Дикенса, који је постао пријатељ и ментор. Неки од његових радова појавили су се у Дикенсовим часописима Household Words и All the Year Round. Сарађивали су и на драмама и белетристици. Колинс је стекао финансијску стабилност и међународну подршку до 1860-их, али је постао зависник од опијума који је узимао због гихта, тако да су његово здравље и квалитет писања опали 1870-их и 1880-их.
Колинс је критиковао институцију брака: време је делио између удовице Керолајн Грејвс – живећи са њом већи део свог живота, третирајући њену ћерку као своју – и живео је са другом млађом женом, Мартом Руд, са којом је имао троје деце.

## Смрт
Колинс је умро 23. септембра 1889. у 65. години Улица Вимполе, након паралитичког можданог удара. Сахрањен је на гробљу Кенсал Греен у западном Лондону . Његов надгробни споменик описује га као аутора Жене у белом. Керолајн Грејвс је умрла 1895. године и сахрањена је са Колинсом. Марта Рад је умрла 1919.
Колинс је био хришћанин.

## Одабрана дела
- Antonina, or The Fall of Rome (1850)
- Basil (1852)
- "Gabriel's Marriage" (1853), кратка прича
- Hide and Seek (1854)
- The Dead Secret (1856)
- After Dark (1856), збирка кратких прича
- The Frozen Deep (1857), комад, коаутор са Чарлсом Дикенсом
- "A House to Let" (1858), кратка прича, коаутор са Чарлсом Дикенсом и Елизабет Гаскел и Аделејд Ен Проктер
- "The Haunted House", кратка прича. коаутор са Чарлсом Дикенсом и Елизабет Гаскел и Аделејд Ен Проктер, Џорџом Салом и Хезбом Стретон
- The Woman in White (1860)
- No Name (1862)
- Armadale (1866)
- No Thoroughfare (1867), прича и комад, коаутор са Чарлсом Дикенсом
- The Moonstone (1868)
- Man and Wife (1870)
- Poor Miss Finch (1872)
- The Law and the Lady (1875)
- The Haunted Hotel (1878)
- The Fallen Leaves (1879)
- Jezebel's Daughter (1880)
- The Black Robe (1881)
- Heart and Science (1882–1883)
- The Evil Genius (1885)